# Bruno Baldris
Bruno Baldris Valls (* 18. Dezember 1998 in Jaca) ist ein spanischer Eishockeyspieler, der seit 2023 bei Étoile Noire de Strasbourg in der Division 1, der zweithöchsten französischen Spielklasse, unter Vertrag steht. Sein Vater Miguel war ebenfalls spanischer Nationalspieler.

## Karriere
Bruno Baldris begann seine Karriere als Eishockeyspieler in der Jugend des CH Jaca, für dessen erste Mannschaft er in der Saison 2014/15 sein Debüt in der Spanischen Superliga gab. Nachdem er bereits in seiner ersten Spielzeit bei den Erwachsenen den spanischen Meistertitel gewinnen konnte, wurde er von der Association des Sports de Glisse d’Angers verpflichtet, wo er drei Jahre im Juniorenbereich spielte. 2018 wechselte er zu den Diables Rouges de Briançon in die Division 1, die zweithöchste französische Spielklasse. Zur Hälfte der Spielzeit wechselte er nach Spanien zurück, wo er in der Superliga beim FC Barcelona die Saison beendete. 2019 nahm er in d’Angers einen neuen Anlauf in Frankreich, er wurde aber umgehend an den Zweitligisten Dogs de Cholet verliehen. Nach der Rückkehr nach d’Angers spielte er neben Einsätzen in der Ligue Magnus auch in der zweiten Mannschaft des Klubs in der Division 3. Von 2020 bis 2023 spielte er für den Hockey Club Neuilly-sur-Marne in der Division 1. Anschließend wechselte er zum Ligakonkurrenten Étoile Noire de Strasbourg.

### International
Für Spanien nahm Baldris im Juniorenbereich an den U18-Weltmeisterschaften 2014, 2015 und 2016, als er zum besten Verteidiger des Turniers und zum besten Spieler seiner Mannschaft gewählt wurde, sowie den U20-Weltmeisterschaften 2015, 2016, 2017, als er gemeinsam mit seinem Landsmann Oriol Rubio und dem Serben Mirko Đumić Topscorer des Turniers und zudem auch bester Vorbereiter war, und 2018 jeweils in der Division II teil.
Im Seniorenbereich stand er erstmals bei der Weltmeisterschaft 2017 in der Division II im spanischen Aufgebot. Auch 2018, 2019, 2022 und 2023, als ihm mit den Iberern nach zwölf Jahren die Rückkehr in die Division I gelang und er zum besten Abwehrspieler des Turniers gewählt wurde, spielte er in der Division II. Zudem vertrat er seine Farben bei der Qualifikation für die Olympischen Winterspiele in Peking 2022.

## Erfolge und Auszeichnungen
- 2015 Spanischer Meister mit dem CH Jaca

### International
| - 2016 Bester Verteidiger der U18-Weltmeisterschaft der Division II, Gruppe B - 2017 Topscorer der U20-Weltmeisterschaft der Division II, Gruppe B - 2017 Bester Vorlagengeber der U20-Weltmeisterschaft der Division II, Gruppe B - 2018 Aufstieg in die Division II, Gruppe A, bei der U20-Weltmeisterschaft der Division II, Gruppe B | - 2018 Aufstieg in die Division II, Gruppe A, bei der Weltmeisterschaft der Division II, Gruppe B - 2023 Aufstieg in die Division I, Gruppe B, bei der Weltmeisterschaft der Division II, Gruppe A - 2023 Bester Verteidiger der Weltmeisterschaft der Division II, Gruppe A - 2023 Bester Verteidiger der Vorqualifikation für die Olympische Winterspiele 2026, Gruppe L |